# Скоулз, Игнатиус
Игнатиус Скоулз (англ. Ignatius Scoles; 1 декабря 1834, Лондон — 15 июля 1896, Джорджтаун, Британская Гвиана) — английский католический священник-иезуит, архитектор, писатель. Проектировал как религиозные, так и гражданские здания, много работал в Джорджтауне (Британская Гвиана).

## Биография
Скоулз родился в Хаммерсмите на западе Лондона. Его отец был известный архитектор Джозеф Джон Скоулз, который работал над церковью Святого Игнатия в Престоне Ланкашир, когда родился Игнатий
. Его отец много работал для иезуитов, поэтому назвал своего старшего сына в честь Игнатия де Лойола, основателя ордена. Младший брат Скоулза Александр Джозеф Кори Скоулз также стал католическим священником, присоединившись к Клифтонской епархии, позже став каноником. Александр Скоулз также был архитектором и спроектировал множество церквей на юге Англии, таких как церковь Св. Франциска Ассизского в Бирмингеме и церковь Богоматери Лорето и церковь Св. Уайнфрида в Лондоне.
Скоулз получил раннее образование в двух школах иезуитов, Ходдер-Плейс и Колледж Стоунихёрст. В 1856 году был избран ассоциированным членом Королевского института британских архитекторов.

## Религиозная деятельность и творчество
Скоулз присоединился к иезуитам 9 октября 1860 года и был рукоположен в сентябре 1866 года. Два года спустя его отправили в Британскую Гайану.
В Джорджтауне спроектировал здание мэрии и помогал в строительстве Брикдамского собора (уничтожен пожаром в 1913 году). Там же он написал «Очерки африканской и индийской жизни в Британской Гвиане» (Kessinger, 1885). В 1874 году возвратился в Англию, но вернулся в Гвиану в 1880 году и умер там в 1896 году.

## Основные работы
- 1866 — Рок-часовня в Игнатийском духовном центре св. Беуно, Денбишир, Уэльс[4].
- 1871 — Интерьер Брикдамского собора, Джорджтаун, Британская Гвиана (сгорел в 1913 году)[5]
- 1880 — Реконструкция церкви Святого Уилфрида, Престон, Ланкашир, Англия[6].
- 1889 — Ратуша Джорджтауна[7].
- 1894 — Базилика Непорочного Зачатия в Кастри (Сент-Люсия)

- Часовня при иезуитском духовном центре св. Беуно, Денбишир, Уэльс
- Церквь Святого Уилфрида, Престон, Великобритания
- Ратуша Джорджтауна, Гайана
- Базилика Непорочного Зачатия в Кастри, Сент-Люсия